# 廣田幸敬
廣田 幸敬（ひろた ゆきのり、1930年 - 1986年）は、日本の生物学者、遺伝学者。 国立遺伝学研究所教授。

## 来歴
大阪大学で博士号を取得。学位論文は「Inheritance of an environmental effect in the sex-compatibility of Escherichia coli K-12(大腸菌K-12の性接合に対する外部條件の研究) 」。 国立遺伝学研究所教授。大腸菌（E. coli）の変異株、特に温度感受性変異株を収集し、変異株バンクおよびデータベースを作成する。これらから、FtsZ などのFtsファミリーやMinファミリーなどのタンパク質が発見された。
1963年日本遺伝学会賞、1986年藤原賞受賞。

## 著書
『生物窒素固定の遺伝工学』（1981年）講談社